# Abusir (Lago Mariout)
Abusir conocida también en la antigüedad como Taposiris Magna (en árabe: أبو صير، الإسكندري) es una ciudad costera en la costa del lago Mariout en el extremo occidental del delta del Nilo en Egipto. Se encuentra a unos 48 kilómetros (30 millas) al suroeste de Alejandría. Las ruinas de un antiguo templo y una antiguo réplica del Faro de Alejandría se pueden ver aquí. Según investigaciones realizadas a partir de 2009, también se sospecha que es la tumba de Cleopatra VII y Marco Antonio.
Una serie de tumbas y los restos de un templo se encuentran en la cresta de una piedra kurkar, situada entre el lago y el mar.